# 걸스 브라보
걸스 브라보(GIRLSブラボー)는 카토카와 쇼텐(角川書店)의 월간 만화잡지 '소년 에이스'를 통해 2000년부터 2005년에 걸쳐 연재된 '마리오 카네다'의 동명 만화 및 그걸 원작으로 AOC 스피리츠에서 제작한 TV 애니메이션이다. 여성공포증을 않고 있는 주인공 '사사키 유키나리'가 욕조를 통해 이세계(異世界) '세이렌'에서 '미하루'를 만난 뒤, 함께 지구로 건너와 생활하게 되면서 발생하는 에피소드를 그리고 있다.
작품의 방영등급은 성인 등급으로, 단순히 여성의 노출씬도 있지만, '후쿠야마 카즈하루'라는 인물을 등장시켜 이곳저곳을 더듬고 주무르는 장면이 빈번하게 등장할 뿐더러, 애니1기 2화에선 미하루가 바나나 먹는 모습이 페라를 연상할 수 있을 정도로 꽤 수위가 높은 편이다. 하지만 기본적으론 유키나리와 미하루 일행들 사이에서 일어나는 에피소드들에 초점이 많이 맞춰져 있다.

## 등장인물
- 인물에 대한 소개는 애니메이션의 내용과 일본어 위키백과(ja:GIRLSブラボー)에 기술된 내용, 그리고 인터넷에 떠도는 내용들을 기반으로 서술됨.

사사키 유키나리(佐々木 雪成)
성우 - 노토 마미코
본 작품의 남주인공. 사립미즈노고등학교 2학년. 키가 작고 어려 보이는 얼굴을 가진 평범한 소년. 카즈하루와 학교 여학생들로부터 '꼬맹이'라고 불리고 있다. 키가 작은 탓에 어렸을 때부터 여자얘들로부터 괴롭힘을 당해온 탓에 여성공포증이 생겼고, 그로 인해 여성에게 닿으면 두드러기가 난다고 한다. 또한 그런 탓에 성격이 내성적인 것이고 우유부단한 성격.
그러나 미하루를 만난 이후부터 조금씩 적극적으로 변해 가며, 이후 여러 여성들과 여러 일들을 겪으면서 점점 그 증세가 줄어든다.
특기는 낚시. 그리고 의외로, 여장을 해도 그가 다른 사람들이 남자라는 걸 눈치채지 못 한다고 함.
미하루 세나 카나카(ミハル・セナ・カナカ)
성우 - 카와스미 아야코
본 작품의 여주인공. 이세계인 '세이렌'에서 온 소녀. 예전부터 자신의 목욕탕 물 속에 비친, 유키나리를 만나고 싶어했다고 함. 유키나리와 접촉해도 두드러기가 안 나는 몇 안되는 여성이라는 점 때문에, 본인은 유키나리의 여성공포증을 치료해 주는 걸 도와줘야 한다는 사명감을 가지고 있음.
남의 말을 쉽게 믿어 버리고 호기심이 왕성하며 자기 페이스대로 행동하며 솔직한 성격인데다 좀 바보스러운 면을 가졌다고 한다.
또한 예쁜 외모와는 달리, 먹는 걸 매우 좋아하며 식성도 매우 왕성함.(그 중 좋아하는 음식은 바.나.나!)그러나 희한하게도 살을 찌지 않음. 또한 요리 실력도 수준급이나, 간을 보다 많이 먹어서 문제.
재채기를 하거나 감정이 격해지면, 그녀 주위에서 폭발이 일어난다고 함. 또한 알코올을 섭취할 시, 여러 명의 분신을 만들어 낸다고 함.(애니 1기 8화 참조.)
이마엔 세 개의 점으로 된 '성흔'이 있으며, 이것이 있어 그녀는 '아쿠아램프'라는 장치없이도 세이렌과 지구를 자유롭게 넘나들 수 있다고 함.
- 성흔(星痕) : 물을 매개체로 사용하여 지구와 세이렌을 잇는 게이트를 개방하는 힘을 가진 자의 몸에 새겨진 각인.
- 세이렌 : 미하루와 코요미, 토모카가 온, 다른 세계 물의 도시. 남성 인구의 비율이 0.1도 안된다고 함.

코지마 키리에(小島 桐絵)
성우 - 사이토 치와
사립미즈노고등학교 2학년. 유키나라의 동급생이자 소꿉친구. 유키나리를 한심하다고 여기면서도 옆에서 이것저것 잘 돌봐주고 있으며, 유키나리에게 호감을 가지고 있음.(물론 그런 걸 티내고 있지 않음.)
약간 다혈질에 승부욕이 강한 성격을 지녔으며, 스타일 발군, 두뇌 명석, 스포츠 만능에 격투 기술까지 탑재하고 있다고 함.
자신의 비위가 거슬리면 지옥의 레슬링 기술을 구사하며, 주로 그 기술들은 유키나리와 카즈하루에게 먹이곤 한다.
코요미 하레 나나카(コヨミ・ハレ・ナナカ)
성우 - 쿠라타 마사요
세이렌 시공관리국에 소속되어 있는 소녀. 세이렌에서 갑자기 사라진 미하루를 찾아 데려가기 위해 지구로 파견되었으며, 미하루와 잠시 세이렌에 돌아갔다가 나중에 미하루와 지구에 오며, 이번엔 마하루의 신랑감을 찾아주기 위해, 토모카와 함께 옴.
내성적이고 단정한 성격이지만 극도의 남성공포증을 가지고 있어, 남성을 무서워 한다. 그러나 유키나리에겐 그런 증상이 덜 한 듯... 지구에 온 이후 카즈하루로 인해, 그 증상이 더 심해진 듯.. 그리고 눈물의 나날을 보내고 있다고 함.
또한 그녀는 지구인인 아버지와 세이렌인인 어머니에서 태어난 혼혈아로, 그녀의 아버지는 그녀가 어렸을 적에 지구로 돌아갔다고 한다. 이후 그녀는 사람과 사람을 이어주는 일을 하고 싶어, 시공관리국에 들어갔다고 함.
그리고 그녀의 어머니에겐 '성흔'이 있었다고 하며, 그녀의 아버지 역시 성흔의 힘으로 지구와 세이렌을 왕래하였다고 함. 그래서 코요미에게도 불안정하게나마 게이트를 열 수 있는 능력이 있다고 함.
의외로 탁구를 잘 함.
토모카 라나 쥬드(トモカ・ラナ・ジュード)
성우 - 사이토 아야카
본 작품의 세 번째 메인 히로인. 코요미와 같이 세이렌 시공관리국에 소속되어 있는 소녀. 코요미와 같이, 지구에 머물며 마하루의 신랑감 찾는 임무를 수행중. 어린 나이이지만, 어린 아이 취급을 당하는 걸 싫어하며 본인은 어른스럽다고 생각한다. 그렇지만 말 끝마다 '~인 거다', '~라는 거다'라는 어린 아이같은 말투를 하고, 마법소녀물을 좋아하는 걸 보여주는 행동은 아직 어린 아이...
마법을 부릴 줄 알며, 리사하곤 처음 만났을 땐 적대 관계에 있다가, 모종의 일을 계기로 친구가 된다. 카즈하루하고도 인연이 있는데, 토모카가 그를 처음 봤을 땐, '에로에로성인', '바보'라 불렀다가, 이후 그의 의외의 친절함에 감동 먹고 나서 그를 '오빠'라고 부름.
후쿠야마 카즈하루(福山 和春)
성우 - 오키아유 료타로
사립미즈노고등학교 2학년. 유키나리 일행들과 동급생. 집안이 엄청난 부자에, 스타일 좋고 장신이지만, 여성을 엄청 밝히며 여성에게 거침없이 작업을 걸고 스킨쉽도 마구 해대는 등 머릿 속에 에로한 것만 든 것 같은 소년. 자신이 가진 막대한 자본력으로 여러 못된 짓을 꾸미거나 할렘을 만들곤 해서 유키나리 일행들을 골치 아프게 만들곤 한다. 특히, 미하루, 코요미에게 엄청나게 찝적대고 있다.
그러나 심각한 남성공포증을 앓고 있어, 남성과 접촉하면 두드러기가 나는 체질을 지니고 있다. 그래서 항상 흰 장갑을 키고 있으며, 남성들과의 접촉조차 미리 차단하거나 피한다.
후쿠야마 리사(福山 リサ)
성우 - 마츠오카 유키
사립미즈노고등학교 1학년. 카즈하루의 동생. 흑마술에 심취해 있는 소녀(실제로도 흑마술도 쓸 수 있음.). 암흑의 신인 '마반야' 님의 계시라는 이유로, 입학식 이후엔 집에서만 지내다, 그러다 또 '마반야' 님의 계시라는 이유로, 길에서 만난 유키나리를 자신의 운명의 상대라 여기고 그에게 수단과 방법을 가리지 않고 애정공세를 퍼붓는다. 또한 자신의 사랑에 방해가 된다고 생각하는 것들에게 가차없이 처리해 버린다.
그녀는 과거 혼자 있는 시간이 많았다고 하며, 우연히 지하서재에서 얻은 흑마술책을 보고, 흑마술에 관심을 갖게 된다. 이후 그녀는 자신이 들고 다니던 인형 '에리'를 흑마술로 영혼을 불어넣어 살아나게 한 적이 있음. 그러다 '에리'의 영혼이 빠져나간 후, 흑마술로 '에리'를 다시 부활시키려고 더더욱 흑마술에 정진했다고 한다.
하야테(疾風)
성우 - 호시노 타카노리
리사의 경호원. 코사메와 함께 리사의 경호 업무와 첩보 활동을 담당하고 있으며, 그 중 주로 정보를 얻어내거나 조사를 하는 임무를 맡고 있음. 코사메가 키리에에게 푹 빠진 것때문에 골치를 썩고 있다고 한다.
코사메(小雨)
성우 - 마스 노조미
리사의 경호원. 쇼트 컷에 뛰어난 신체 능력을 가진, 차가운 이미지를 가진 여성. 키리에와 한 번 붙은 이후, 키리에에게 호감을 갖게 되고 그녀에게 광적인 집착증을 보이며, 그녀와의 신체적인 관계까지도 원하는 듯 함.
마하루 세나 카나카(マハル・セナ・カナカ)
성우 - 오오하라 사야카
미하루의 언니. 나이스바디의 소유자. 미하루가 갑자기 사라지자, 코요미에게 미하루를 데려와달라고 부탁한다. 그러나 미하루가 유키나리를 그리워 하는 걸 알고는 미하루를 다시 유키나리 곁으로 돌려 보낸다. 이후 코요미와 토모카에게 자신의 신랑감을 찾아와달라는 부탁을 함.
리리카 스테이시(梨々 ステイシ-)
성우 - 쿠와타니 나츠코
후쿠야마 저택의 메이드장. 후쿠야마家의 모든 가사를 총괄하며, 격투 능력 및 가사 능력이 우수한 뿐만 아니라, 기기를 다루는 능력 또한 우수함.
과거에 그녀는 여러 전장에서 특수임무를 수행해 온 특수요원인 듯 하며, 그녀의 몸 여러 군데엔 상처 투성이라 함.
나나에 쿠우 하루카(ナナエ・クウ・ハルカ)
성우 - 이와이 유키코
세이렌 시공관리국 수사과 과장으로, 코요미와 토모카의 상사. 극 중에 보면 특무과하곤 사이가 안 좋은 듯...
미하루가 납치당했을 때, 마하루랑 같이 유키나리 일행들을 도와 준다.
유키나(ユキナ)
성우 - 노가와 사쿠라
망토를 쓴 의문의 소녀. 사실 그녀는 세이렌 시공관리국 특무과 과장이라 하며, 세이렌 최강의 능력자.
키가 작으며 온몸에 '성흔'과 남성알레르기에 걸린 자신의 모습을 원망해, 세이렌을 여성만의 낙원을 만들려고, 미하루를 납치하고 코요미와 토모카의 아쿠아램프를 훔치라고 지시했다고 함. 그러나 유키나리의 진심 어린 설득에 회심한다. 이후 유키나리를 좋아하게 되고 알레르기 증상도 사라짐.
카나타 히지리(かなた ヒジリ)
성우 - 히사카와 아야
유키나의 직속 부하로, 유키나의 계획(세이렌을 여성만의 낙원으로 만드는 것)에 동참함. 미즈노 고교에 선생으로서 부임해 와 유키나의 지시로, 미하루를 납치하고 코요미와 토모카의 아쿠아램프를 훔침.
그녀는 예전부터 미하루를 좋아해왔었다고 함. 그러나 유키나리와 같이 온, 키리에에게 격투 기술로 패한 후 그녀에게 빠졌음.
악마의 눈 능력자라 하며. 이 능력으로 그녀는 (마음의 빈틈이 있는)사람에게 최면을 걸어 그 사람을 자유자재로 조종할 수 있다고 함.
에비(えび)
성우 - 카네다 토모코
토모카가 지구로 넘어올 때 그녀의 가방에 들어 있던, 바다표범을 닮은 생물. 이후 토모카의 애완동물(?)이 됨.